# 아친탸

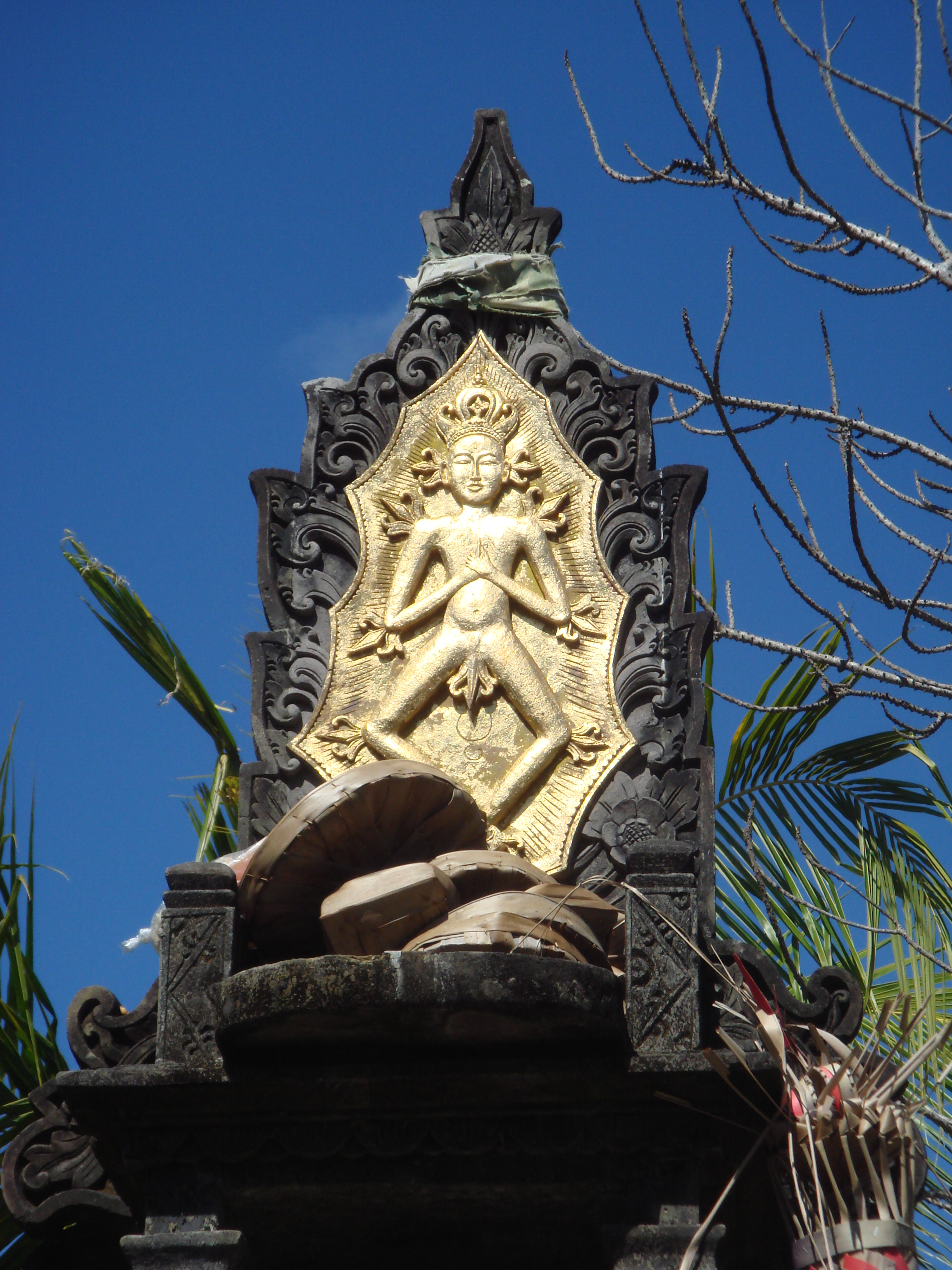

아친탸(Acintya, 산스크리트어: अचिन्त्य) 또는상향위디와사(Sang Hyang Widhi Wasa)는 인도네시아 힌두교의 최고신이다.
유일신을 믿는 일신교 신앙을 요구하는 인도네시아의 판차실라에 부합하기 위해 발리인들은 아친탸의 중요성을 그들의 힌두교 신앙에서 강화시켰다.

## 같이 보기
- 발리 힌두교
- 인도네시아 힌두교